# Armandinho
Armandinho, właśc. Armando dos Santos (ur. 3 czerwca 1911 w São Carlos, zm. 26 maja 1972) – piłkarz brazylijski grający na pozycji napastnika.
Armandinho karierę piłkarską rozpoczął w 1930 roku w klubie Paulistano São Paulo, w którym grał do 1934 roku. Z Paulistano zdobył mistrzostwo Stanu São Paulo – Campeonato Paulista w 1931 roku. W 1935 grał w trzech klubach: Independente, Botafogo FR oraz w Portuguesa São Paulo. W 1936 grał w EC Bahia, z którym zdobył mistrzostwo Stanu Bahia – Campeonato Baiano w 1936 roku. Lata 1936–1937 grał w Estudiantes Paulista, a 1938–1940 w Portuguesa Santista. Rok 1941 spędził w Santosie FC, po czym przeniósł się do Comercial-SP, gdzie zakończył karierę w 1942 roku.
W 1934 Armandinho pojechał z reprezentacją Brazylii do Włoch na mistrzostwa świata, gdzie zagrał w jedynym, przegranym meczu przeciwko Hiszpanii, który był zarazem jego debiutem w reprezentacji. Łącznie w barwach canarinhos w 1934 roku rozegrał 4 spotkania, strzelając 1 bramkę (16 spotkań i 12 bramek licząc mecze z drużynami klubowymi i regionami).